# デモサヨナラ
デモサヨナラ（Demo Sayonara）は、日本のガールズユニット・Dorothy Little Happyの楽曲、及びそれを収録したミニ・アルバムのタイトルである。このアルバムは自身のメジャーデビュー作品として2011年（平成23年）3月16日にavex traxから発売された。
2012年1月11日に同レーベルから発売された『デモサヨナラ2012』についても本項で記述する。

## 背景とリリース
2010年（平成22年）7月7日、秋元瑠海・白戸佳奈・鈴木美智代・髙橋麻里・富永美杜の5人によってDorothy Little Happy（以下、ドロシー）が結成され、同年8月4日に「ジャンプ!」、同12月1日に「冬の桜 〜winter flower〜」をBounDEEレーベルからリリース。その間鈴木が脱退し、ドロシーの公式バックダンサーを務めていた早坂香美が加入。同年12月27日には日本テレビで放送されていた帯情報番組『スッキリ』でも取り上げられ、注目度が増すようになる。
2011年1月10日、仙台CLUB JUNK BOXで行われたライブ・イベント『闘魂音楽塾〜GIRL POP SHOW〜 vol.2』にドロシーが出演。その中で初披露した3曲のうちの一つが、坂本サトル作詞・作曲による「デモサヨナラ」であった。歌いだしの「好きよ」の後にとあるファンが「オレモー！」とコール&レスポンスしたことから、初披露と共に大きな反響を集めた。髙橋麻里は「オレモー！」コールを初めて聞いた時、「そんなコール聞いたことなかったし、んんん? ってびっくりしたなぁ。」と述懐している。当初はインディーズ3作目のシングルとして発売する予定だったが、このイベントで共演した東京女子流が所属するavex traxからのメジャーデビューが同年2月1日に決まり、同3月16日に表題曲を含めたミニ・アルバムとして発売する運びとなった。
しかし、発売5日前の3月11日に東日本大震災が発生。予定されていたデビュー・ライブやイベントが全て中止となる中でCD発売を迎えたものの、震災の影響でCDの流通が停滞したため、宮城県・岩手県・福島県の被災3県では発売から1ヵ月近く、CDショップにドロシーのCDが並ばなかったという。この結果同月28日付オリコンアルバムチャートの100位以内に「デモサヨナラ」は登場しなかった。ところが、同年8月27日と28日に行われた『TOKYO IDOL FESTIVAL 2011』にドロシーが出演すると、上述のコール&レスポンスでたちまち注目を集め、翌29日付のタワーレコード・ジャパニーズロック&ポップスアルバムチャートにおいて、本作が5位にランクインした。
なお、初回生産分でトレーディングカードと共に封入されていたイベント参加用の握手券は同年5月15日までが有効期限となっていたが、同月21日と22日に福島県福島市のTSUTAYA福島南店で行われたチャリティーライブでも利用することが出来た。
その後、収録曲の差し替えを行った7曲入りのヴァージョンとして『デモサヨナラ2012』が制作され、2012年1月11日に自身のメジャー第1弾シングルとなる「HAPPY DAYS!」と同時発売された。

## 構成・収録トラック
本アルバムは前半6〜7曲が歌入り、後半6〜7曲がインストゥルメンタルヴァージョンとなっている。ドロシーと同じステップワン所属者で構成されたユニット『B♭』（ビーフラット）の持ち歌として知られる「Hi So Jump!」を除き、すべての楽曲を坂本サトルが手掛けている。マスタリングは当時20代前半だった北海道旭川市出身の山崎翼（バーニー・グランドマン・マスタリング）が手掛けた。
「Winter blossom 〜冬の桜〜」は、自身の2ndシングル「冬の桜 〜winter flower〜」をリアレンジしたヴァージョンである。
「別れの時」は、坂本が2004年2月4日に発売したシングル曲のカヴァーである。

### デモサヨナラ
| #         | タイトル                                          | 作詞                                                 | 作曲       | 編曲      | 時間  |
| --------- | ------------------------------------------------- | ---------------------------------------------------- | ---------- | --------- | ----- |
| 1.        | 「Winter blossom 〜冬の桜〜」                     | 坂本サトル                                           | 坂本サトル | 安部潤    | 4:47  |
| 2.        | 「デモサヨナラ」                                  | 坂本サトル                                           | 坂本サトル | 安部潤    | 4:50  |
| 3.        | 「ドロシーの世界1周夏物語」                       | 坂本サトル                                           | 坂本サトル | 安部潤    | 4:32  |
| 4.        | 「部屋とパジャマと私」                            | 坂本サトル                                           | 坂本サトル | 安部潤    | 4:35  |
| 5.        | 「別れの時」                                      | 坂本サトル Student counsil of Shiogama Girl's School | 坂本サトル | 安部潤    | 5:24  |
| 6.        | 「Hi So Jump! -Happy Dance Remix-」               | taraco                                               | taraco     | taraco    | 7:15  |
| 7.        | 「Winter blossom 〜冬の桜〜」(Instrumental)       |                                                      | 坂本サトル | 安部潤    | 4:47  |
| 8.        | 「デモサヨナラ」(Instrumental)                    | 坂本サトル                                           | 坂本サトル | 安部潤    | 4:50  |
| 9.        | 「ドロシーの世界1周夏物語」(Instrumental)         |                                                      | 坂本サトル | 安部潤    | 4:32  |
| 10.       | 「部屋とパジャマと私」(Instrumental)              |                                                      | 坂本サトル | 安部潤    | 4:35  |
| 11.       | 「別れの時」(Instrumental)                        |                                                      | 坂本サトル | 安部潤    | 5:24  |
| 12.       | 「Hi So Jump! -Happy Dance Remix-」(Instrumental) |                                                      | taraco     | taraco    | 7:15  |
| 合計時間: | 合計時間:                                         | 合計時間:                                            | 合計時間:  | 合計時間: | 62:46 |

### デモサヨナラ2012
| 全作曲：坂本サトル |                                             |                                                      |            |          |      |
| #                  | タイトル                                    | 作詞                                                 | 作曲・編曲 | 編曲     | 時間 |
| 1.                 | 「デモサヨナラ」                            | 坂本サトル                                           |            | 安部潤   | 4:50 |
| 2.                 | 「Winter blossom 〜冬の桜〜」               | 坂本サトル                                           |            | 安部潤   | 4:47 |
| 3.                 | 「ソウル17（2012 ver.）」                   | 坂本サトル                                           |            | 小西貴雄 | 4:52 |
| 4.                 | 「部屋とパジャマと私」                      | 坂本サトル                                           |            | 安部潤   | 4:35 |
| 5.                 | 「ドロシーの世界1周夏物語」                 | 坂本サトル                                           |            | 安部潤   | 4:32 |
| 6.                 | 「ジャンプ! （2012 ver.）」                 | 坂本サトル                                           |            | 小西貴雄 | 5:05 |
| 7.                 | 「別れの時」                                | 坂本サトル Student counsil of Shiogama Girl's School |            | 安部潤   | 5:24 |
| 8.                 | 「デモサヨナラ」(Instrumental)              |                                                      |            | 安部潤   | 4:50 |
| 9.                 | 「Winter blossom 〜冬の桜〜」(Instrumental) |                                                      |            | 安部潤   | 4:47 |
| 10.                | 「ソウル17（2012 ver.）」(Instrumental)     |                                                      |            | 小西貴雄 | 4:52 |
| 11.                | 「部屋とパジャマと私」(Instrumental)        |                                                      |            | 安部潤   | 4:35 |
| 12.                | 「ドロシーの世界1周夏物語」(Instrumental)   |                                                      |            | 安部潤   | 4:32 |
| 13.                | 「ジャンプ! （2012 ver.）」(Instrumental)   |                                                      |            | 小西貴雄 | 5:05 |
| 14.                | 「別れの時」(Instrumental)                  |                                                      |            | 安部潤   | 5:24 |
| 合計時間:          | 合計時間:                                   | 合計時間:                                            | 合計時間:  | 68:10    |      |

## 「デモサヨナラ」ヴァージョン一覧
- デモサヨナラ（2015 ver.）
2015年・ベストアルバム『The Best of Dorothy Little Happy 2010-2015』[注 2]収録。同年9月30日に東京・GARRET udagawaにて行われたGALETTeのコンサート『GALETTe Grooving Night』では、当時GALETTeのメンバーだった藤田あかり（元Party Rockets）と野田怜奈（元HAPPY DANCE）によってこのヴァージョンが歌唱された[15]。

- デモサヨナラ（2017 ver.）
2017年・シングル『FOR YOU』収録。この時は白戸佳奈が体調不良で休養（のちに卒業）したため、髙橋麻里のみでレコーディングされた。

- デモサヨナラ2019
髙橋に代わってドロシーの中心となった栗村風香（2019年2月加入）を含む新体制で2019年に制作したヴァージョン。この新録に際しクラウドファンディングサイト「muevo」（ミュエボ）で資金を募った[16]。

- デモサヨナラ2023
2023年春に栗村のソロユニットとなってから制作したヴァージョン[17]。

## カヴァー
- 2013年1月9日に発売された、BiSとドロシーによるコラボレーション・シングル『GET YOU』のBiS盤に、BiSによる「デモサヨナラ」のカヴァーが収録されている[18]。
- 2021年11月30日に発売された、転校少女*のカバー・アルバム『LOVE IDOL PROJECT』に「デモサヨナラ」のカヴァーが収録されている[19]。